# Troides prattorum
Troides prattorum là một loài bướm ngày thuộc họ Papilionidae. Nó là loài đặc hữu của Indonesia.